# Trần Cát Ninh
Trần Cát Ninh (tiếng Trung giản thể: 陈吉宁; phồn thể: 陳吉寧; bính âm: Chén Jí Níng; sinh ngày 4 tháng 2 năm 1964, người Hán) là chuyên gia, nhà khoa học môi trường, nhà giáo dục, chính trị gia nước Cộng hòa Nhân dân Trung Hoa. Ông là Ủy viên Bộ Chính trị khóa XX, Ủy viên Trung ương Đảng khóa XIX, lãnh đạo cấp phó quốc gia, hiện là Bí thư Thành ủy Thượng Hải. Ông từng là Phó Bí thư Thành ủy Bắc Kinh, Bí thư Đảng tổ, Thị trưởng Chính phủ Nhân dân thành phố Bắc Kinh; Bí thư Đảng tổ, Bộ trưởng Bộ Bảo vệ Môi trường; Hiệu trưởng Đại học Thanh Hoa, và Thường vụ Đảng ủy, Phó Hiệu trưởng thường trực Đại học Thanh Hoa.
Trần Cát Ninh là Đảng viên Đảng Cộng sản Trung Quốc, học hàm Giáo sư, học vị Tiến sĩ Hóa sinh, Tiến sĩ Phân tích hệ thống môi trường, là một nhà khoa học nổi tiếng của Trung Hoa. Trong lĩnh vực khoa học, xã hội, ông còn đảm nhiệm các chức vụ Phó Chủ tịch Hiệp hội Khoa học môi trường Trung Quốc; Ủy viên Ủy ban Tư vấn môi trường Quốc gia; phụ trách tổ chức các sự kiện như Thế vận hội Mùa đông 2022, Cúp bóng đá châu Á 2023.

## Xuất thân và giáo dục
Trần Cát Ninh sinh tháng 2 năm 1964 ở huyện Cái, địa cấp thị Dinh Khẩu tỉnh Liêu Ninh, Cộng hòa Nhân dân Trung Hoa, nguyên quán ở huyện Lê Thụ, tỉnh Cát Lâm. Ông lớn lên và theo học phổ thông ở quê nhà.
Tháng 9 năm 1981, ông tới thủ đô Bắc Kinh, trúng tuyển đại học và theo học chuyên ngành Kỹ thuật môi trường, Khoa Kỹ thuật Xây dựng và Môi trường, Đại học Thanh Hoa. Trong quá trình học, ông được kết nạp Đảng Cộng sản Trung Quốc vào tháng 6 năm 1984, nhận bằng Cử nhân Khoa học môi trường vào tháng 7 năm 1986. Ngay sau đó, ông tiếp tục theo học cao học chuyên ngành Khoa học môi trường tại Thanh Hoa và nhận bằng Thạc sĩ Kỹ thuật dân dụng và Môi trường. Năm 1988, Trần Cát Ninh tới thủ đô London, Vương quốc Liên hiệp Anh và Bắc Ireland, là nghiên cứu sinh ở Đại học Brunel London, bảo vệ thành công luận án tiến sĩ, trở thành Tiến sĩ Hóa sinh vào tháng 7 năm 1989, khi mới 25 tuổi. Ông tiếp tục tới Đại học Hoàng gia London, là nghiên cứu sinh, rồi nhận thêm bằng Tiến sĩ Phân tích hệ thống môi trường năm 1992, tiếp tục tham gia nghiên cứu sau tiến sĩ ở trường Hoàng gia những năm 1993 – 1994, với vị trí Trợ lý Nghiên cứu viên giai đoạn 1994 – 1998.

## Sự nghiệp

### Đại học Thanh Hoa
Tháng 3 năm 1998, sau 10 năm nghiên cứu khoa học môi trường ở Vương quốc Anh, Trần Cát Ninh trở về nước, bắt đầu sự nghiệp của mình. Ông tham gia giảng dạy tại Đại học Thanh Hoa, nhậm chức Phó Chủ nhiệm Khoa Kỹ thuật và Khoa học môi trường. Một năm sau, tháng 7 năm 1999, ông nhậm chức Chủ nhiệm Khoa. Tháng 2 năm 2006, ông được bổ nhiệm làm Ủy viên thường vụ Đảng ủy Đại học Thanh Hoa, Phó Hiệu trưởng, kiêm nhiệm Chủ nhiệm Văn phòng Xây dựng khoa học, Đại học Thanh Hoa vào tháng 9 năm 2006. Tháng 12 năm 2007, ông nhậm chức Phó Hiệu trưởng thường trực Đại học Thanh Hoa, Tổng thư ký, chức vụ cấp chính địa – chính sảnh. Tháng 1 năm 2010, ông tiếp tục kiêm nhiệm thêm chức vụ Viện trưởng Viện nghiên cứu sinh, Đại học Thanh Hoa; Viện trưởng Viện nghiên cứu sinh Thâm Quyến, Đại học Thanh Hoa vào năm 2011.
Tháng 2 năm 2012, Tổng lý Quốc vụ viện Ôn Gia Bảo quyết định bổ nhiệm Trần Cát Ninh làm Hiệu trưởng Đại học Thanh Hoa, chức vụ cấp phó tỉnh – phó bộ. Năm 2013, Trần Cát Ninh được bầu làm Đại biểu Nhân đại Trung Quốc. Trần Cát Ninh có hơn 20 năm bao gồm theo học (1981 – 1988); sự nghiệp giảng dạy, là nhà giáo dục (1998 – 2015) công tác ở Đại học Thanh Hoa – trường đại học biểu tượng của Trung Hoa với vị trí hàng đầu thế giới. Trong những năm học và làm việc ở Thanh Hoa, ông đã có đóng góp, phụ tá, lãnh đạo và hoạt động cùng các chính trị gia nguyên Bí thư Đảng ủy Thanh Hoa như Trần Hi (2002 – 2008), Hồ Hòa Bình (2008 – 2013).

### Bộ Môi trường
Ngày 28 tháng 1 năm 2015, Trung ương quyết định điều chuyển Trần Cát Ninh về công tác ở Trung ương, được chỉ định giữ chức Bí thư Đảng tổ Bộ Bảo vệ Môi trường đồng thời ông cũng thôi giữ chức Hiệu trưởng Đại học Thanh Hoa. Ngày 27 tháng 2 năm 2015, dưới kiến nghị của Tổng lý Lý Khắc Cường, Trần Cát Ninh được Nhân Đại phê chuẩn bổ nhiệm làm Bộ trưởng Bộ Bảo vệ Môi trường Cộng hòa Nhân dân Trung Hoa, thay thế Chu Sinh Hiền. Tại thời điểm được bổ nhiệm, ông là thành viên trẻ tuổi nhất trong Quốc vụ viện của Tổng lý Lý Khắc Cường. Ông lãnh đạo Bộ Bảo vệ Môi trường giai đoạn 2015 – 2017, rồi được miễn nhiệm vào ngày 27 tháng 6 năm 2017, kế nhiệm bởi Lý Cán Kiệt.

### Bắc Kinh
Ngày 27 tháng 5 năm 2017, Trung ương quyết định điều chuyển Trần Cát Ninh sang công tác ở tổ chức lãnh đạo thủ đô Bắc Kinh, được chỉ định làm Thành ủy viên, Ủy viên Ban thường vụ Thành ủy, Phó Bí thư Thành ủy Bắc Kinh, Bí thư Đảng tổ Chính phủ Nhân dân thành phố Bắc Kinh. Ông được Ủy ban Thường vụ Nhân Đại Bắc Kinh bầu làm Phó Thị trưởng Chính phủ Nhân dân Bắc Kinh, Quyền Thị trưởng rồi Thị trưởng chính thức. Tháng 10 năm 2017, ông được bầu làm Ủy viên chính thức Ủy ban Trung ương Đảng Cộng sản Trung Quốc khóa XIX, trong Đại hội Đảng Cộng sản Trung Quốc lần thứ XIX. Trần Cát Ninh chính thức chỉ đạo hành pháp của thủ đô Bắc Kinh, phối hợp và phụ tá Bí thư Bắc Kinh Thái Kỳ, được phân công phụ trách các lĩnh vực chung của chính quyền thủ đô, chịu trách nhiệm bảo đảm và phát triển thủ đô.
Năm 2018, ông kiêm nhiệm thêm các chức vụ Phó Bí thư Đảng tổ, Chủ tịch điều hành Ủy ban tổ chức Thế vận hội Mùa đông 2022; Chủ tịch Ủy ban tổ chức Cúp bóng đá châu Á 2023, được phê chuẩn bởi Quốc vụ viện, chuẩn bị cho các sự kiện văn hóa, thể thao quốc tế diễn ra ở Bắc Kinh.

### Thượng Hải
Tháng 6 năm 2022, Trần Cát Ninh được bầu làm đại biểu tham gia Đại hội Đảng Cộng sản Trung Quốc lần thứ XX từ đoàn đại biểu Bắc Kinh. Trong quá trình bầu cử tại đại hội, ông tái đắc cử là Ủy viên Ủy ban Trung ương Đảng Cộng sản Trung Quốc khóa XX, sau đó được bầu làm Ủy viên Bộ Chính trị trong Hội nghị toàn thể lần thứ nhất Ủy ban Trung ương khóa XX vào ngày 23 tháng 10 năm 2022. Ngày 28 tháng 10, ông được phân công về Thượng Hải, đảm nhiệm chức vụ Bí thư Thành ủy Thượng Hải, lãnh đạo toàn diện thành phố này kế vị Lý Cường.

## Lĩnh vực khoa học

### Hoạt động nghiên cứu
Trần Cát Ninh là một nhà khoa học môi trường nổi tiếng của Trung Hoa, dành nhiều nỗ lực nghiên cứu và thành tựu khoa học. Những năm tại châu Âu, trong thời gian học tập tại Vương quốc Anh, ông đã tham gia vào các dự án nghiên cứu lớn và thể hiện năng lực chuyên môn về lĩnh vực môi trường. Năm 1998, các nhà khoa học người Anh cho rằng Trần Cát Ninh phù hợp với vị trí nhà khoa học của bất kỳ trường đại học hàng đầu châu Âu hoặc Bắc Mỹ, đề nghị ông tham gia, nhưng ông quyết định trở về Trung Quốc.
Trần Cát Ninh được đánh giá tận tâm với công việc nghiên cứu phân tích hệ thống môi trường trong một thời gian dài, đã áp dụng các phương pháp và công cụ phân tích hệ thống để nghiên cứu chính sách, lập kế hoạch, quản lý về môi trường, đặc biệt là cách giải quyết đánh giá toàn diện các vấn đề môi trường phức tạp và những bất ổn trong hoàn cảnh Trung Quốc tập trung phát triển công nghiệp, khiến môi trường chịu nhiều ảnh hưởng. Ông đã tổ chức, đảm nhận và tham gia một số đề tài nghiên cứu cấp quốc gia, đề tài đặc biệt, nghiên cứu cơ bản và nghiên cứu khoa học quốc tế. Năm 2001, 2004, chủ trì đề án: Kế hoạch năm năm lần thứ 10 về lưu vực sông Liêu Hà và Chính sách và kế hoạch hành động kiểm soát ô nhiễm từ nguồn trọng điểm quốc gia, đề án của của Bộ Bảo vệ Môi trường Trung Hoa. Từ năm 2000 đến năm 2005, ông chủ trì và tham gia các công trình nghiên cứu lớn của Bộ Khoa học và Công nghệ, như Nghiên cứu công nghệ kiểm soát ô nhiễm nguồn lưu vực hồ Điền Trì, Nghiên cứu công nghệ, chính sách và quy hoạch tái sử dụng nước thải.

### Thành tựu
- Trần Cát Ninh đã xuất bản hơn 200 bài báo, bài viết và đồng biên tập sách chuyên khảo, có mười tấm bằng sáng chế đã đăng ký;[7]
- Năm 2005, giải Nhất Giải thưởng Khoa học và Công nghệ Xây dựng Trung Quốc của Bộ Nhà ở và Phát triển Đô thị, Nông thôn Trung Hoa;
- Năm 2005, giải thưởng Người lao động tiên tiến xuất sắc của thủ đô Bắc Kinh (北京市2005年度先进工作者);
- Năm 2003, Dự án Nghiên cứu cải tạo nước thải đô thị được xếp vào hạng mục mười thành tựu khoa học và công nghệ xây dựng cấp quốc gia;
- Năm 2001, 2005, giải thưởng Giảng viên xuất sắc Đại học Thanh Hoa, 2004: Giảng viên xuất sắc nhất Đại học Thanh Hoa;
- Năm 1999, ông được trao giải Nhất về Chương trình giảng dạy và nghiên cứu khoa học dành cho giáo viên trẻ xuất sắc tại đại học của Bộ Giáo dục;[24]